# اس/۲۰۰۳ جی ۲
اس/۲۰۰۳ جی ۲(به انگلیسی: S/2003 J 2) یک قمر نامنظم مشتری است که توسط تیمی از اخترشناسان دانشگاه هاوایی به رهبری اسکات اس.شپرد و دیوید جیوت کشف و در ۴ مارس ۲۰۰۳ اعلام شد.
اس/۲۰۰۳ جی ۲ حدود ۲ کیلومتر (۱٫۲ مایل) قطر دارد, متوسط فاصلهٔ آن از مشتری ۲۹٫۵۴ گیگامتر (۰٫۱۹۷۵ یکای نجومی) است و دورهٔ آن ۹۸۱٫۵۵ روز، انجراف آن نسبت به دائرةالبروج ۱۵۲ درجه و نسبت به استوای مشتری ۱۵۴ درجه است و خروج از مرکز آن ۰٫۲۲۵۵ است.